# Брэдли, Скотт (1981)
Скотт Брэдли (англ. Scott Bradlee, род. 19 сентября 1981, Лонг-Айленд, Нью-Йорк) — американский музыкант, пианист, аранжировщик. Широко известен благодаря видеозаписям на YouTube его коллектива Postmodern Jukebox (PMJ), выполняющий каверы на популярную музыку в стилях разных времен.

## Биография
Брэдли родился в Лонг-Айленде, Нью-Йорк, вырос в Нью-Джерси. В возрасте двенадцати лет полюбил джаз, услышав «Рапсодия в стиле блюз» Джорджа Гершвина. Учился в Гартфордском университете.
Брэдли стал успешным исполнителем на нью-йоркской джазовой сцене, был музыкальным руководителем интерактивного театра Sleep No More на Бродвее. В поисках творческого вдохновения Брэдли начал перерабатывать и аранжировать популярную музыку разных времен. В 2009 году он выпустил Hello My Ragtime '80s, в который включил регтайм на фортепиано в популярную музыку 1980-х годов. После регулярных выступлений и музыкальных экспериментов на сцене ресторана Robert, он выпустил сборник Mashups от Candlelight. Брэдли получил известность в 2012 году благодаря альбому A Motown Tribute To Nickelback, созданном в сотрудничестве с местными музыкантами, представив песни Nickelback, стилизованные под ритм-энд-блюз 1960-х годов.
В 2013 году Брэдли начал работу над формированием коллектива Postmodern Jukebox — музыкального проекта, выпускающего каверы поп-песен в альтернативных стилях, таких, как джаз, регтайм и свинг.

## Дискография
- 2012 — Mashups by Candlelight
- 2013 — A Motown Tribute to Nickelback
- 2013 — Mashups by Candlelight, Vol. 2
- 2013 — Introducing Postmodern Jukebox (EP)
- 2014 — Twist is the New Twerk
- 2014 — Clubbin 'With Grandpa
- 2014 — Saturday Morning Slow Jams
- 2014 — Historical Misappropriation
- 2014 — A Very Postmodern Christmas
- 2015 — Selfies on Kodachrome
- 2015 — Emoji Antique
- 2015 — Swipe Right For Vintage
- 2015 — Top Hat On Fleek
- 2016 — PMJ And Chill
- 2016 — Swing the Vote!
- 2016 — PMJ Is For Lovers (The Love Song Collection)
- 2016 — Squad Goals
- 2017 — 2017 33 Resolutions Per Minute
- 2017 — Fake Blues